# Julián Gil

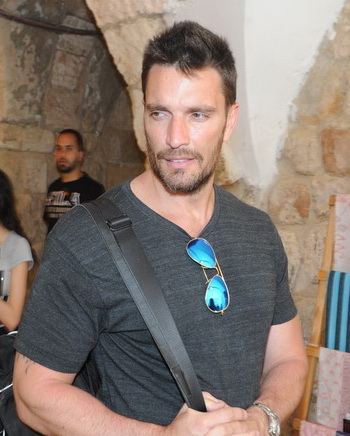
Julián Gil (2015)

Julián Elías Gil Beltrán (* 13. Juni 1970 in Buenos Aires) ist ein argentinischer Theater-, Film- und Fernsehschauspieler. Er ist auch Model, Moderator und Unternehmer. Seine Hauptwohnung liegt in Miami in Florida.

## Biografie
Obwohl Julián Gil in Argentinien geboren wurde, verlebte er seine frühe Kindheit teilweise in Venezuela. Dann wuchs er in Puerto Rico auf und bezeichnet sich als Puerto-Ricaner. Er hat zwei Schwestern.

## Karriere
Anfang der 90er Jahre begann er seine Karriere als Model. Er präsentierte sich auf dem Laufsteg in ganz Lateinamerika und er stand auf der Titelseite der berühmtesten Zeitschriften.  Dies gab ihm die Gelegenheit, seine Karriere in das Schauspielern zu erweitern. Er begann im Theater, Film und Fernsehen in Puerto Rico.
Er wirkte an zahlreichen  Telenovelas, inklusive Valeria, Amor comprado, Acorralada, Sortilegio und Eva Luna, Fernsehserien, Theaterstücken und verschiedenen Kurz- und Langfilmen mit.
Im November 2014 endete seine zweijährige Beziehung  mit der Schauspielerin, Viviana Serna Ramirez, die in der  Telenovela ¿Quién eres tú? (dt. Wer bist du?) seine Tochter spielte.

## Filmografie

### Filme
- 2001: Marina (Muvi Film) als John  (Video)[1]
- 2002: Más allá del limite (Erick Hernández) als Boxer[2]
- 2004: La caja de problemas (David Aponte) als Gärtner[3]
- 2005: Fuego en el alma (Abdiel Colberg) als Millo[4]
- 2006: El milagro de la Virgen de Coromoto (Film Factory) als Jaime
- 2010: Entre piernas als Paco[5]
- 2014: Lotoman 003 als El Boricua[6]
- 2014: Misterio's: Llamas de sueños als Leonardo Aguilar[7]
- 2016: Loki 7 als Rodrigo[8]
- 2017: Santiago Apóstol als Santiago Apóstol[9]

### Telenovelas
- 2002: Mi conciencia y yo  (Riverside) als Alfonso (Nebenrolle)[10]
- 2014–2015: Hasta el fin del mundo (Televisa) als Patricio Iturbide (Hauptrolle)[11]
- 2016: Sueño de amor (Televisa) als Ernesto de la Colina (Hauptrolle)[12]
- 2018: Por amar sin ley (Televisa) als Carlos Ibarra (Hauptrolle)[13]

### Fernsehauftritte
- 2001: Julián por la noche (Wapa TV) als Moderator und Regisseur
- 2004: Apartamento 52 (Batata Producción) als Moderator und Regisseur
- 2006: Decisiones (Telemundo) als Efrain
- 2007–2012: Nuestra belleza latina (Univisión) als Juror
- 2008: 100 × 35 (Mega TV) als Moderator und Regisseur
- 2008: Gabriel, amor inmortal als Doktor Bernardo Padrón[14]

## Theater
- 1995: La abeja reina
- 1999: Por el medio si no hay remedio
- 2000: Nueve semanas y media[15]
- 2000: Sexo, pudor y lagrimas
- 2001: En pelotas als Papito[16]
- 2002: Los gallos salvajes als Luciano Miranda Jr.[17]
- 2002: El cotorrito by the sea als Bugambilia[18]
- 2003: Luminaria als Franz[19]
- 2003: Tarzan - Salvemos la selva als Tarzan[20]
- 2004: El mal mundo
- 2004: La princesa en el lago de los cisnes
- 2005: El crimen del Padre Amaro als Padre Amaro Viera[21]
- 2007: Descarados[22]
- 2008: Los hombres aman a las cabronas als Jorge[23]
- 2010: Sortilegio El Show als Ulises Villaseñor[24]
- 2013: Aquel Tiempo de Campeones als Phil Romano[25]
- 2015: Divorciémonos mi amor als Benigna « Benny »[26]

## Videoclips
- 2011: La noche, videoclip von Gloria Trevi[27]
- 2013: Ese es mi cariño, videoclip von der Sängerin Norka[28]
- 2014: Tu Libertad, videoclip von Prince Royce[29]